# Cycas macrocarpa
Cycas macrocarpa es una especie de Cycadopsida del género Cycas, de la familia Cycadaceae, del orden Cycadales.

## Distribución
Cycas macrocarpa se distribuye por Laos (Vientián), Malasia (Kelantan, Pahang, Terengganu) y Tailandia (Chantaburi, Chumphon, Narathiwat, Ranong).

## Taxonomía
Fue descrita científicamente por William Griffith. Fue publicado por primera vez en Notulae ad Plantas Asiaticas 4: 11-14, pl. 362, fig. 2. en 1854.